# Giulia Colini
Giulia Colini (18 luglio 1991) è una calciatrice italiana, difensore dell'Aprilia Racing.

## Palmarès

### Club
- Campionato italiano di Serie A2: 1

Res Roma: 2012-2013
- Campionato italiano di Serie B: 1

Lazio: 2020-2021